# Krylow-Forschungszentrum
Das Krylow-Forschungszentrum (russisch Крыловский государственный научный центр) ist ein staatliches russisches Forschungsinstitut für Schiffbau in Sankt Petersburg.
Das Institut ist nach dem Admiral und Schiffbauingenieur Alexei Nikolajewitsch Krylow benannt und wurde 1894 gegründet. Es hat über 3000 Mitarbeiter und betreibt Grundlagenforschung sowie militärische und zivile Entwicklungsprojekte im Schiffbau. Als Schiffbau-Versuchsanstalt verfügt es unter anderem über einen 1,3 km langen Schlepptank und einen Supercomputer.
Generaldirektor ist seit dem 31. März 2015 Wladimir Semjonowitsch Nikitin.

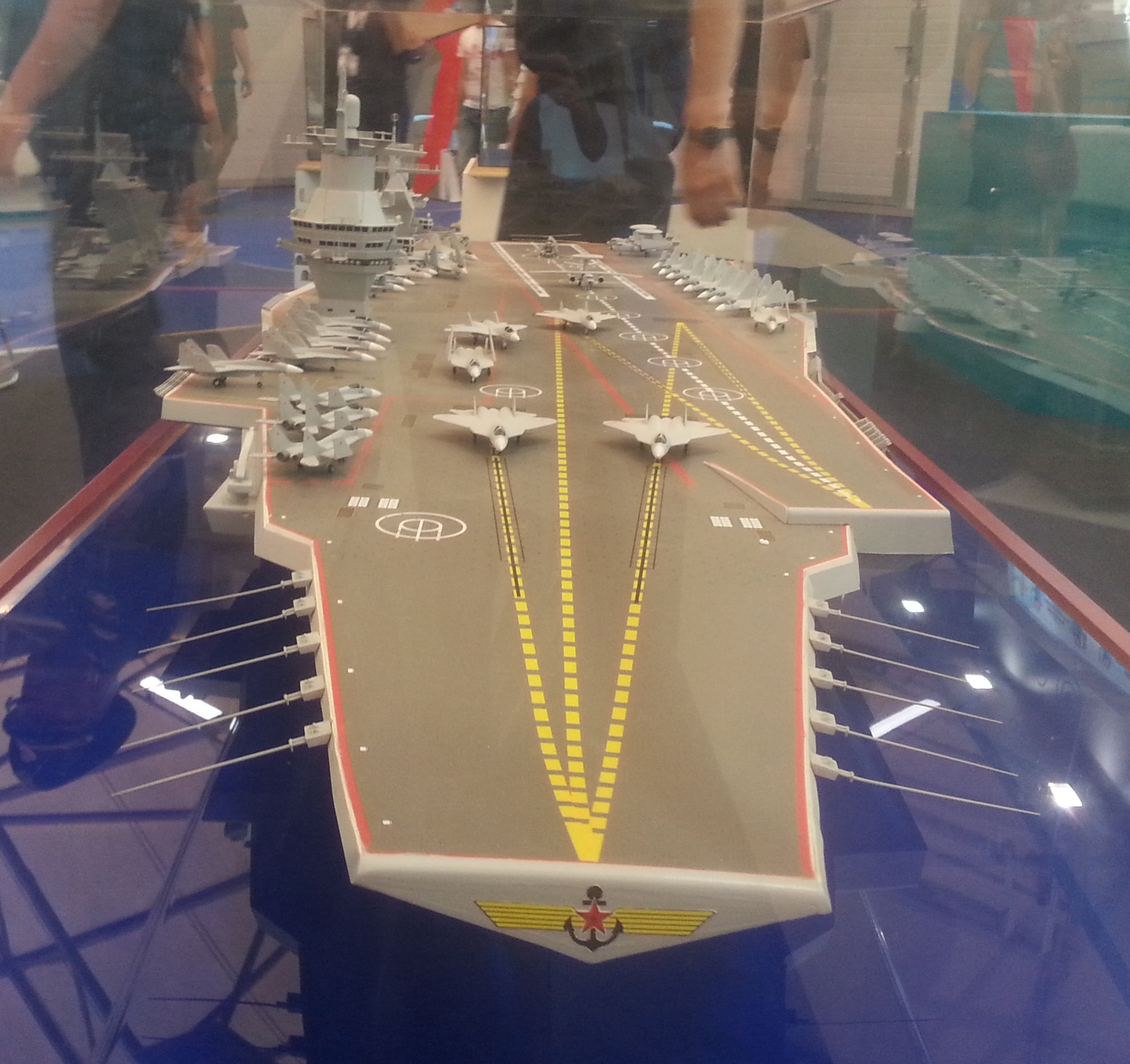
Modell des Projekt 23000E Schtorm, angefertigt vom Krylow-Forschungszentrum, gezeigt auf der Waffenschau Army 2015 in Kubinka, Moskau.

2015 stellte Vizedirektor Waleri Poljakow das Entwicklungsprojekt für einen großen Flugzeugträger das Projekt 23000 vor.

## Geschichte
Nachdem in England die Versuche von William Froude die britische Admiralität in den 1870er-Jahren zum Bau des ersten Beckens für Schleppversuche veranlasst hatten, regten auch in Russland ab Beginn der 1880er-Jahre der bekannte Naturwissenschaftler Dmitri Iwanowitsch Mendelejew sowie der Admiral und Schiffbauingenieur Andrei Alexandrowitsch Popow den Bau eines solchen Schlepptanks an. Das Projekt gewann die Unterstützung von Großfürst Alexei Alexandrowitsch, Generaladmiral und Oberbefehlshaber der Kaiserlich-Russischen Flotte. Im Jahr 1890 wurden die Pläne für das Versuchsbecken bewilligt, 1893 wurde es auf der Insel Neu-Holland in St. Petersburg fertiggestellt. Es war damit das erste seiner Art in Russland und das sechste weltweit. Als Gründungsdatum des Instituts gilt ein Inspektionsbesuch der Anstalt durch Zar Alexander III. am 8. März 1894.
Am 3. Januar 1900 wurde Alexei Krylow Leiter der Einrichtung und löste damit den seit 1892 amtierenden Alexei Andrejewitsch Grechnew, einen Professor an der Marineakademie, ab. 1936 wurde mit dem Bau am heutigen Standort im Süden der Stadt begonnen. Im Zweiten Weltkrieg waren Teile des Instituts nach Kasan verlegt. Seit 1985 verfügt das Institut über einen Eistank.